# Contea di Howell
La contea di Howell (in inglese Howell County) è una suddivisione amministrativa dello Stato del Missouri, negli Stati Uniti. La popolazione al censimento del 2000 era di 37 238 abitanti. Il capoluogo di contea è West Plains.